# ویلیام کولز
ویلیام کولز (انگلیسی: William Coales؛ ۸ ژانویه ۱۸۸۶ – ۱۹ ژانویه ۱۹۶۰) دونده اهل بریتانیا بود.